# 丁捷三
丁捷三（？—？），別名耿毅
，字子微、希健，號勉庵。彰化縣布嶼稟堡麥仔藔莊（雲林縣麥寮鄉麥津村）人。 詩書畫家。舉人、山東省同知。

## 生平
- 1821年，中式貢生[4]。
- 1831年，中式舉人[5]。
- 1834年，倡建彰德祠[6]。
- 1835年，倡建萃英社[7]。

## 作品
- 七言絕句[8]
- 東風扇百[9]
- 樂意相關[10]
- 花卉小品[11]
- 四君子條屏